# Breitbildformat

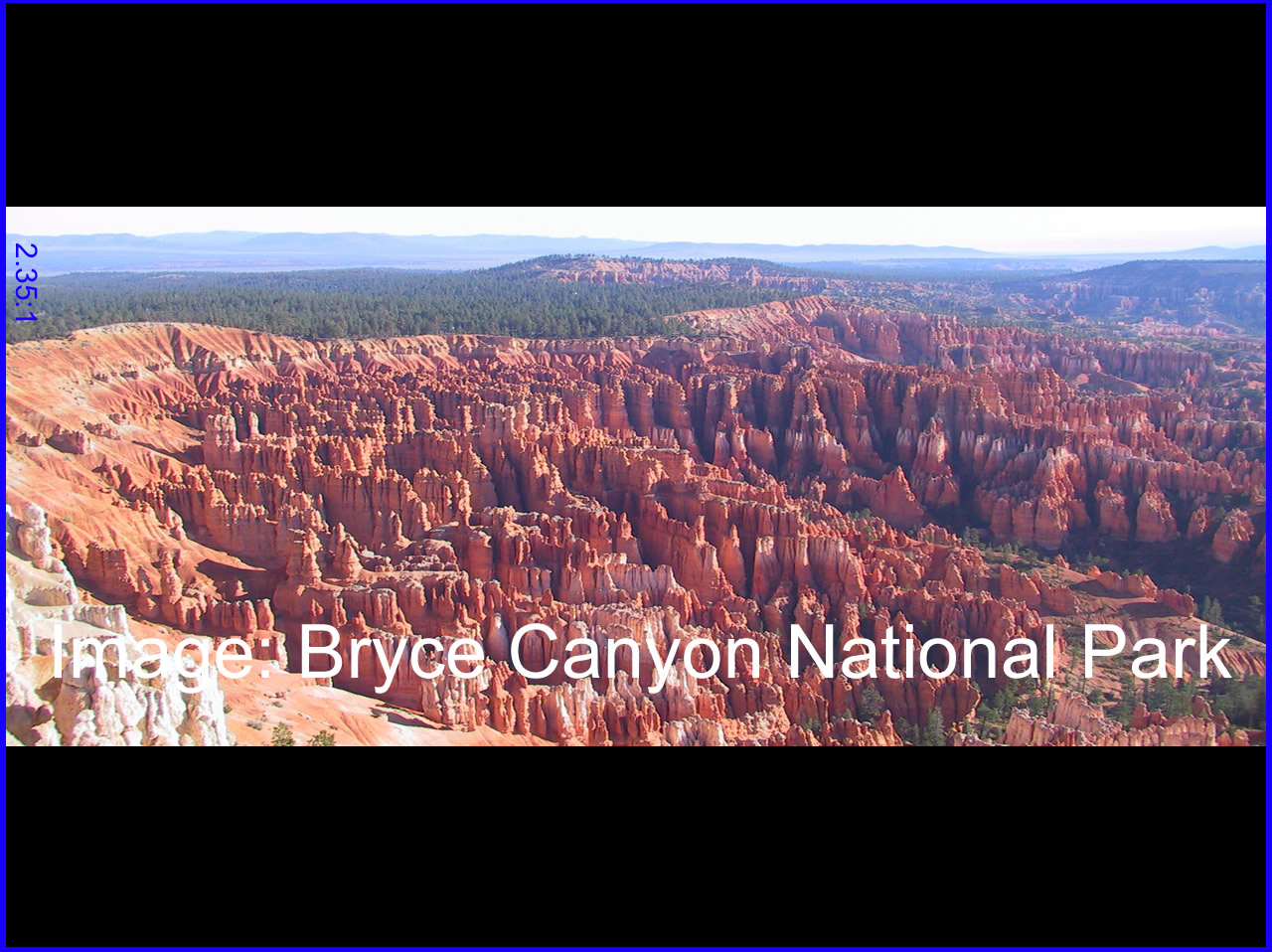
2,35:1-Bild mit Letterbox auf 4:3 gebracht, das ganze Bild ist sichtbar.

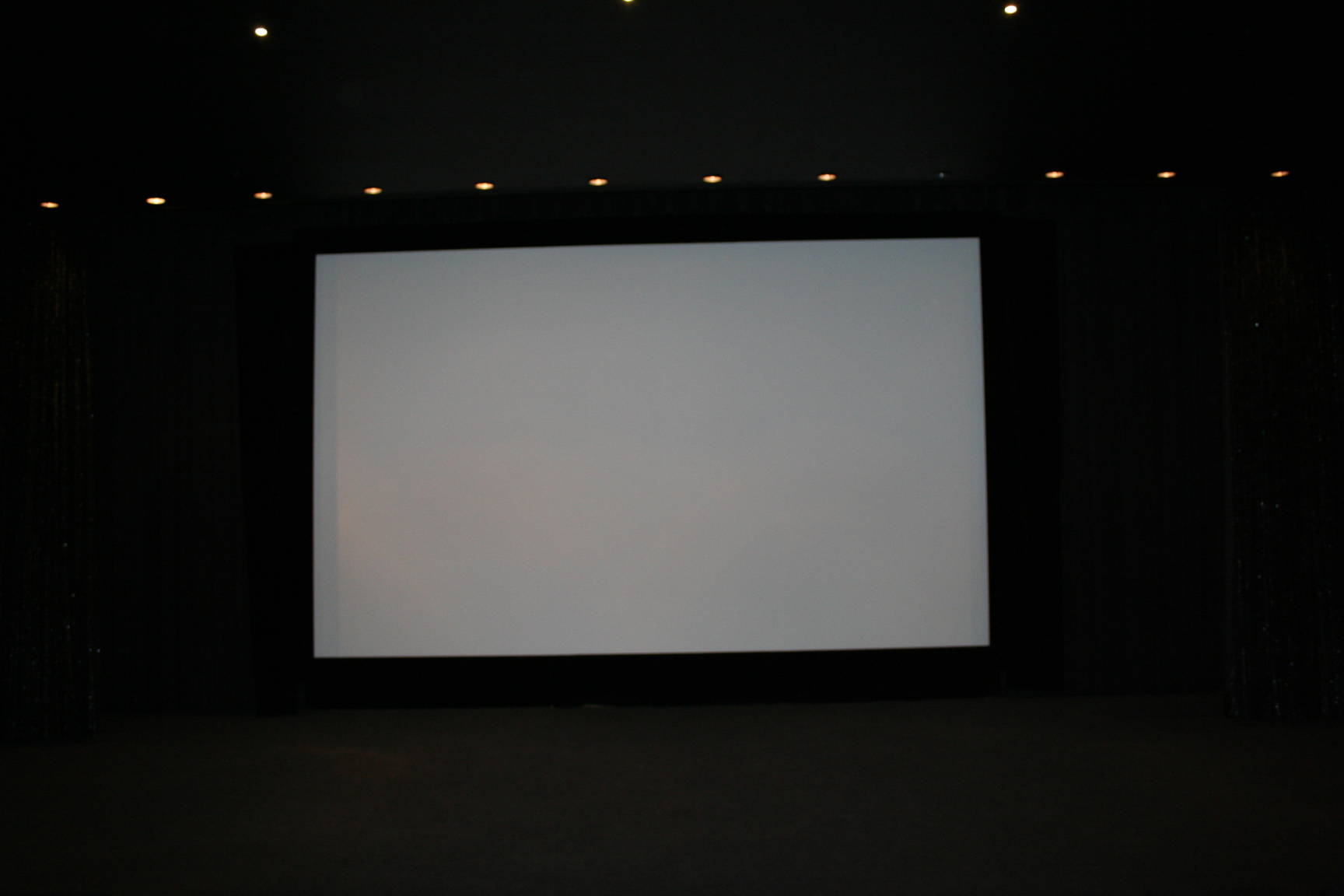
Kaschierung im Kino, Format: Breitwand 1,65:1

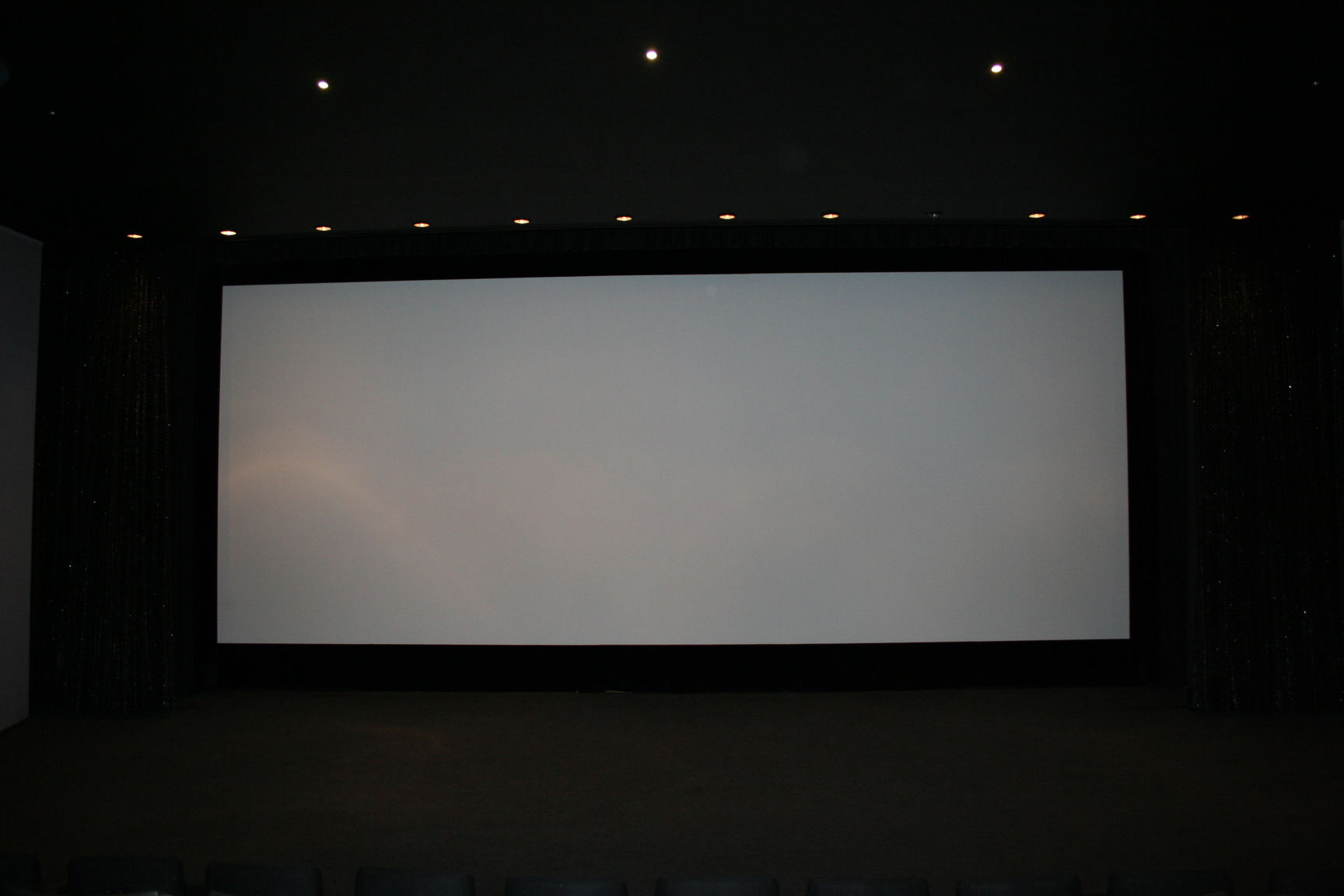
Kaschierung im Kino, Format: Cinemascope, 2,35:1

Breitbildformate sind Formate für den Kinofilm (meist 35 mm), die ihre große Verbreitung ab den 1950er Jahren erfuhren. Damit werden alle Bildformate bezeichnet, die breiter als das sogenannte Normalbild oder Academy ratio (1,33:1 oder 1,37:1) sind. Die gängigsten Breitbildformate sind die nicht-anamorphotischen Formate europäisches Breitwandformat (1,66:1) und amerikanisches Breitwandformat (1,85:1) und die anamorphotischen Formate wie Panavision oder CinemaScope (2,35:1). Im Fernsehbereich existiert zusätzlich das 16:9-Format (1,78:1), das sich mit Full HD durchgesetzt hat. Obgleich selten, existieren auch anamorphotische 16-mm-Filmkopien.

## Nicht-anamorphotisches Breitbild
Filme für dieses Format werden im Normalformat aufgenommen und bei der Projektion mittels Maske und Kaschierung im 1,66- oder 1,85:1-Format vorgeführt. Seit etwa 1970 wird die Mehrzahl der Filme für die Breitwandvorführung konzipiert. Auf vielen, aber nicht allen Filmkopien sind die Bildpartien am oberen und unteren Bildrand, die nicht gezeigt werden sollen, schwarz abgedeckt. Nicht selten erkennt man für die Breitwandprojektion konzipierte, aber irrtümlicherweise entweder im Normalformat oder statt 1,85:1 in 1,66:1 vorgeführte Filme an auffallend häufig sichtbaren Mikrofonen oder Scheinwerfern am oberen und unteren Bildrand. Auf vielen Kartons von Filmkopien findet man heute noch die Aufschrift „Flat“ – diese bezeichnet einen Film, der für die nicht-anamorphotische Vorführung vorgesehen ist.

## Anamorphotisches Breitbild
Um auf ein herkömmliches Filmnegativ im Verhältnis 1,33:1 zu passen, wird das Breitbildformat über spezielle Kameraoptiken in der vertikalen Bildachse normal, in der horizontalen aber gestaucht abgebildet. Es kommt also zu einer gewollten photographischen Verzerrung. Die Optiken für diese Technik werden Anamorphoten genannt (ana = herauf, auf; morphae = Form). Ein bekannter Anbieter von anamorphotischen Objektiven ist der US-Kamerahersteller Panavision, der sie nicht verkauft, sondern nur vermietet. Sie bieten den Vorteil, das Filmnegativ zwar vollständig zu nutzen, benötigten dafür aber mehr Licht als herkömmliche Optiken. Um das seitlich gequetschte 35-mm-Film-Negativ oder -Positiv wieder in ein natürliches Bild im Seitenverhältnis 2,35:1 zu konvertieren, müssen die Kinoprojektoren ebenfalls mit einem Anamorphoten ausgestattet sein.

## Superscope
Eine Besonderheit in der Herstellung stellte das Superscope-Format dar. Die Filme wurden mit nicht-anamorphotischer Aufnahmetechnik im Normalformat (1,33:1) gedreht, jedoch wurde später im Labor eine anamorphotische Umkopierung zum Format 2,0:1 vorgenommen. Im Kino wurde ein Superscope-Film wie ein Cinemascope- oder Panavision-Film mit anamorphotischem Aufsatz projiziert. Am oberen und unteren Bildrand ging dadurch Bildinformation verloren, was jedoch – wie beim europäischen und amerikanischen Breitwandformat – bereits beim Drehen durch die Bildkomposition berücksichtigt wurde.

## Bekannte Verfahren
- CinemaScope (anamorphotisch)
- Cinépanoramic / Camerascope / Naturama / Franscope (anamorphotisch)
- Vistarama (anamorphotisch)
- Hammerscope / Byronscope (anamorphotisch)
- MGM Camera 65 / Ultra Panavision 70 (anamorphotisch)
- Technirama
- Techniscope / Cromoscope (sphärisch)
- Totalvision
- Super Panavision 70 (sphärisch)
- Cinerama
- Cinemiracle